# Trachemys grayi
La hicotea de Tehuantepec (Trachemys grayi) es una especie de tortuga acuática que pertenece a la familia Emydidae. Es nativa del suroeste de México, Guatemala, y El Salvador.